# 周庄舫
周庄舫，是江苏省昆山市周庄镇的一处景点，位于镇北的白蚬湖中，13米长的木质栈桥尽头，门牌大桥路5号。此处曲廊亭台，景色宜人，环境雅致，主体为240平方米的会议厅，两侧通体的落地长窗，铺有180平方米的手工编织地毯，上层为50平方米的咖啡厅，和露天酒吧，可凭栏远眺湖景。
2001年亚太经合组织第九次领导人非正式会议在上海举行，参会的各国官员来此。